# Dar Longo
Dar Longo est un musée situé à Gafsa en Tunisie.

## Bâtiment
Le musée se trouve dans une demeure bourgeoise construite vers 1818 par le caïd du Jérid Bakir Ben Smaïl Zmerli. La famille Longo, dernière propriétaire des lieux et issue du caïd Ahmed Bel-Hadj Hassan Ibn Abd Al-Rahman Longo, donne son nom à la demeure.
Cette maison traditionnelle s'organise autour d'une cour centrale entourée de trois pièces en T. Elle possède des caves et un étage. Sa décoration témoigne de diverses influences.
Le bâtiment, devenu musée en 1992, est aussi le siège de l'Association de sauvegarde de la médina de Gafsa. Il abrite également le Centre Abou Kacem Mohamed Kerrou des études et de documentation, du nom d'un écrivain natif de la ville.

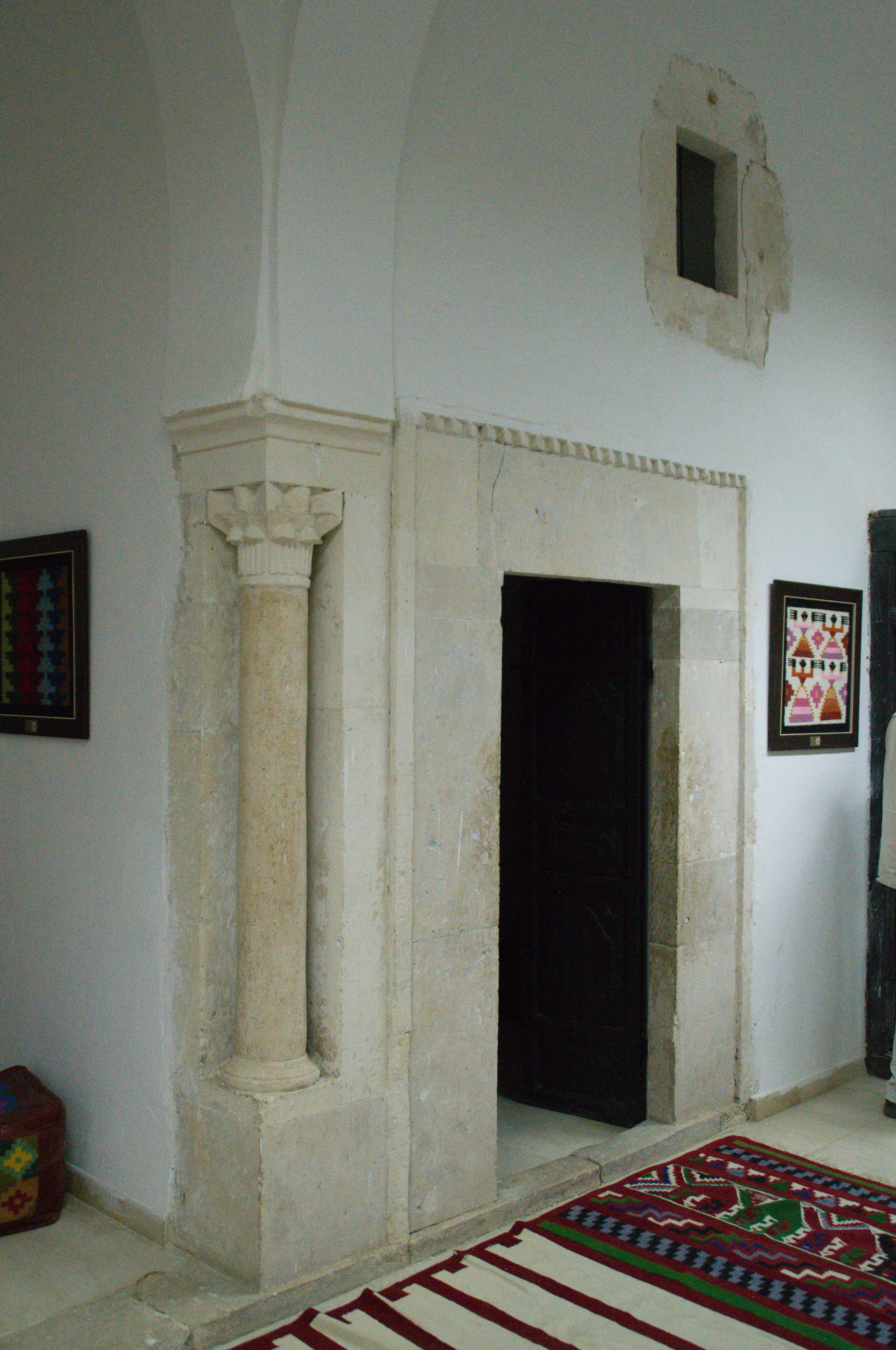
Pilier d'angle et porte encadrée.
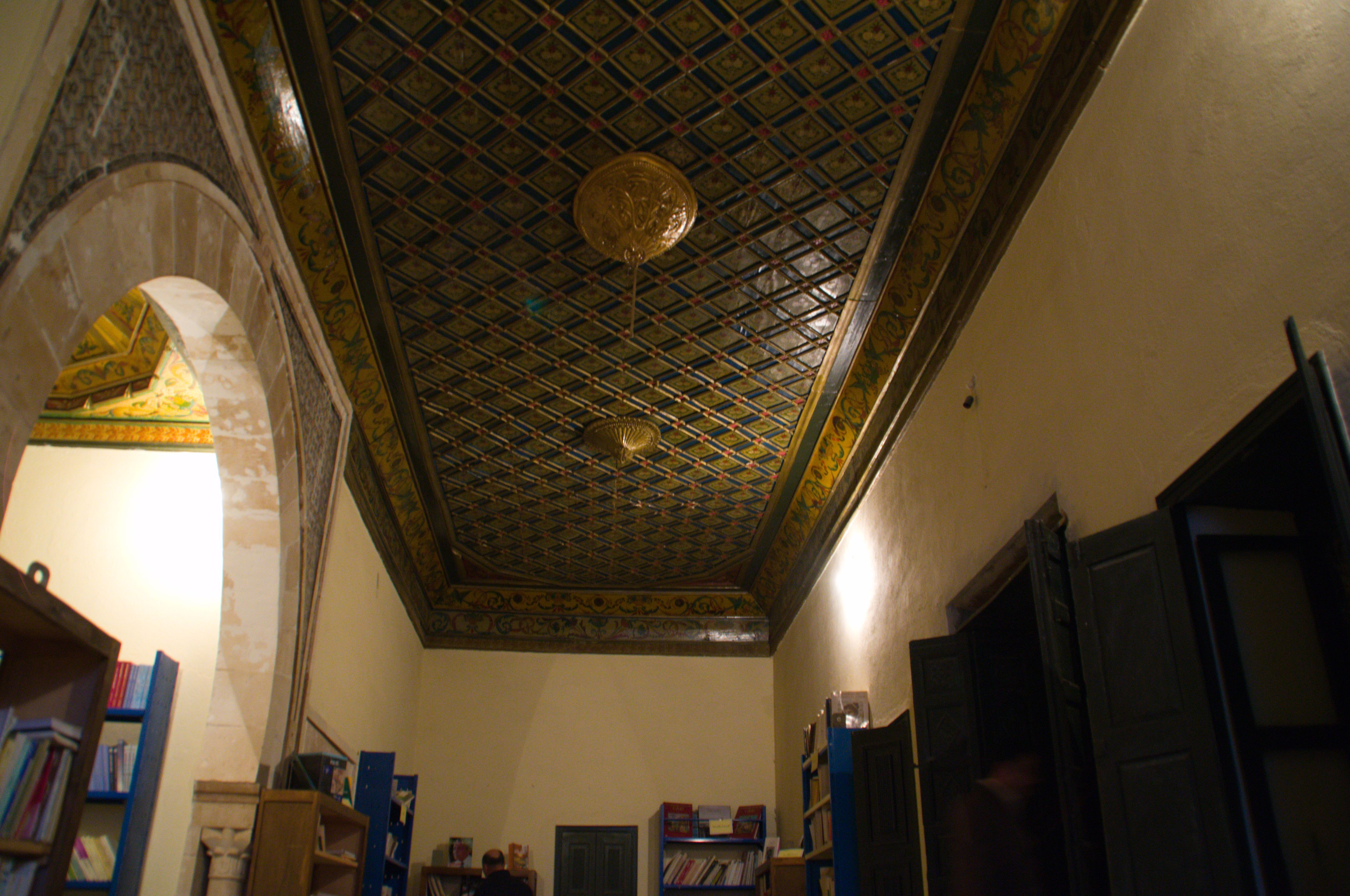
Pièce en T et son plafond peint.
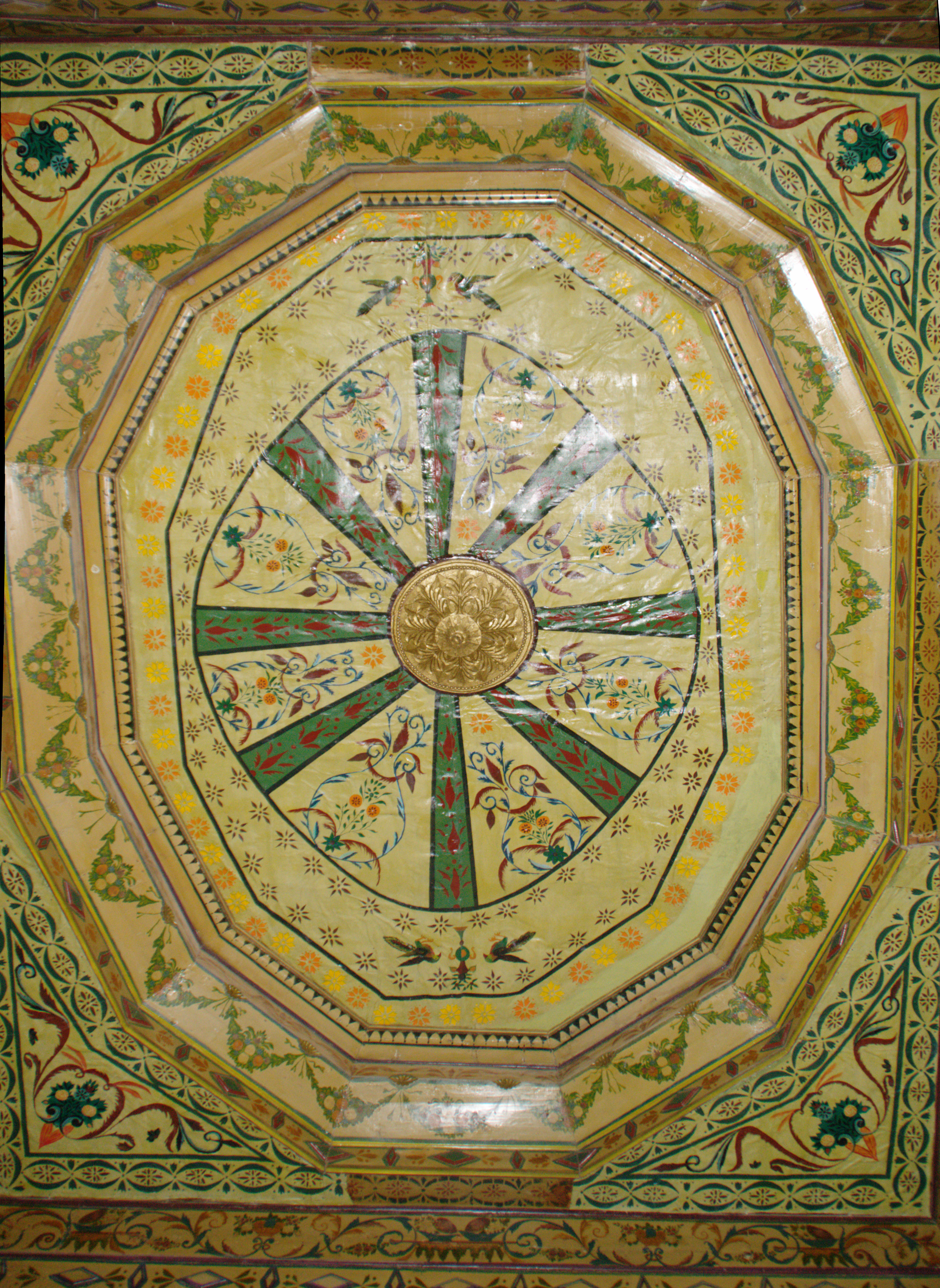
Plafond peint.

## Collections
Le musée possède une collection d'objets issus de l'artisanat local.

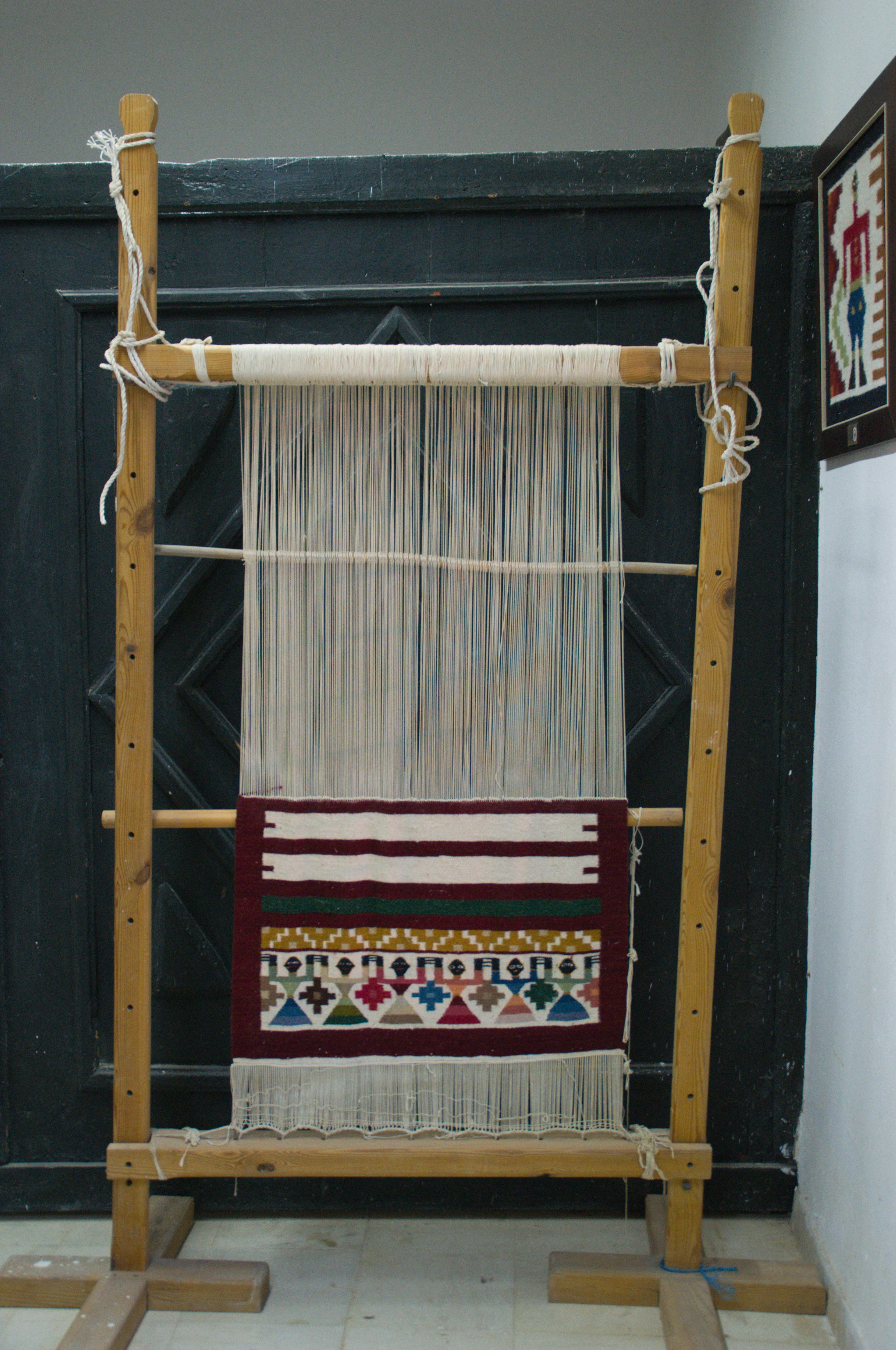
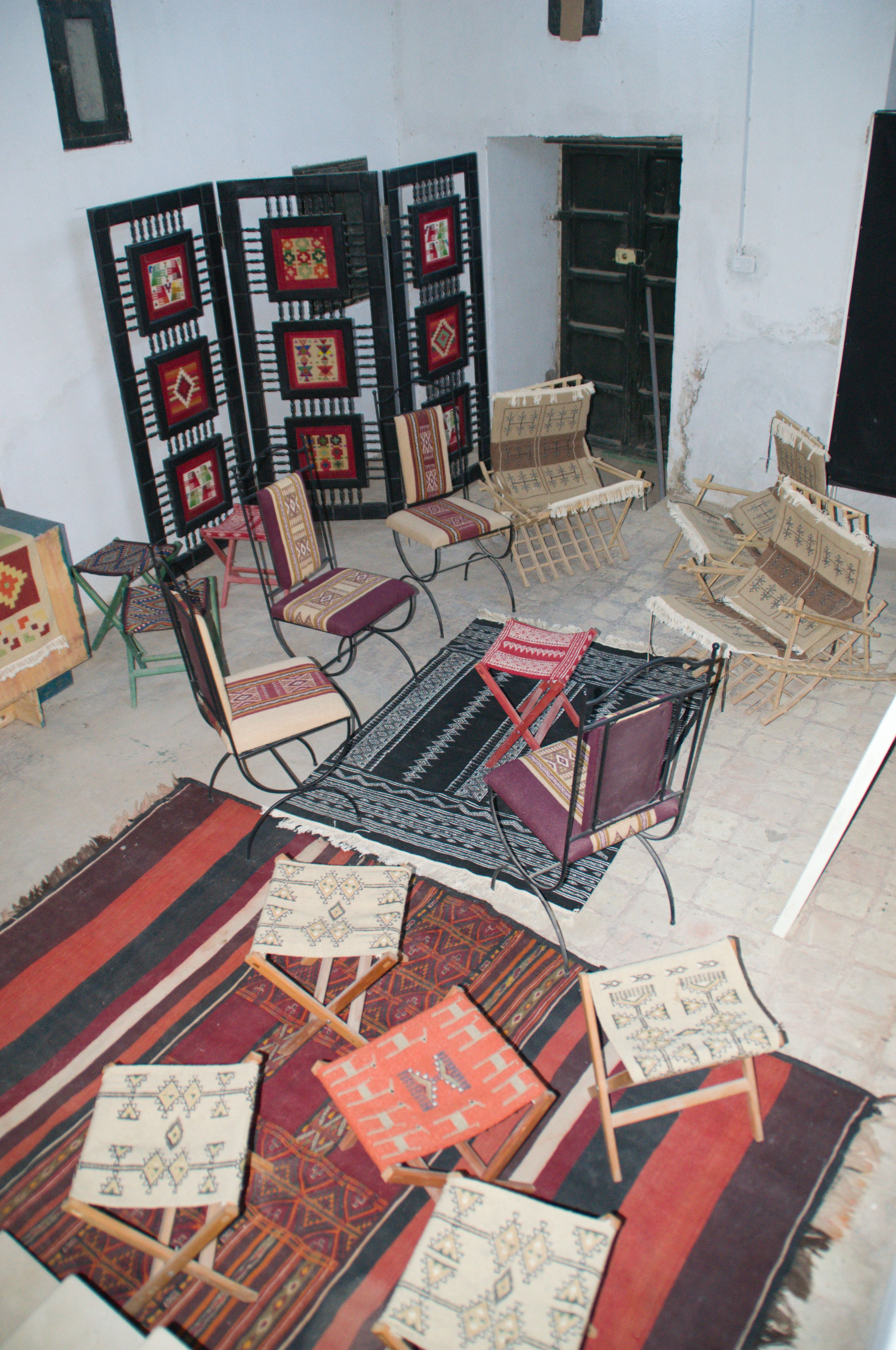
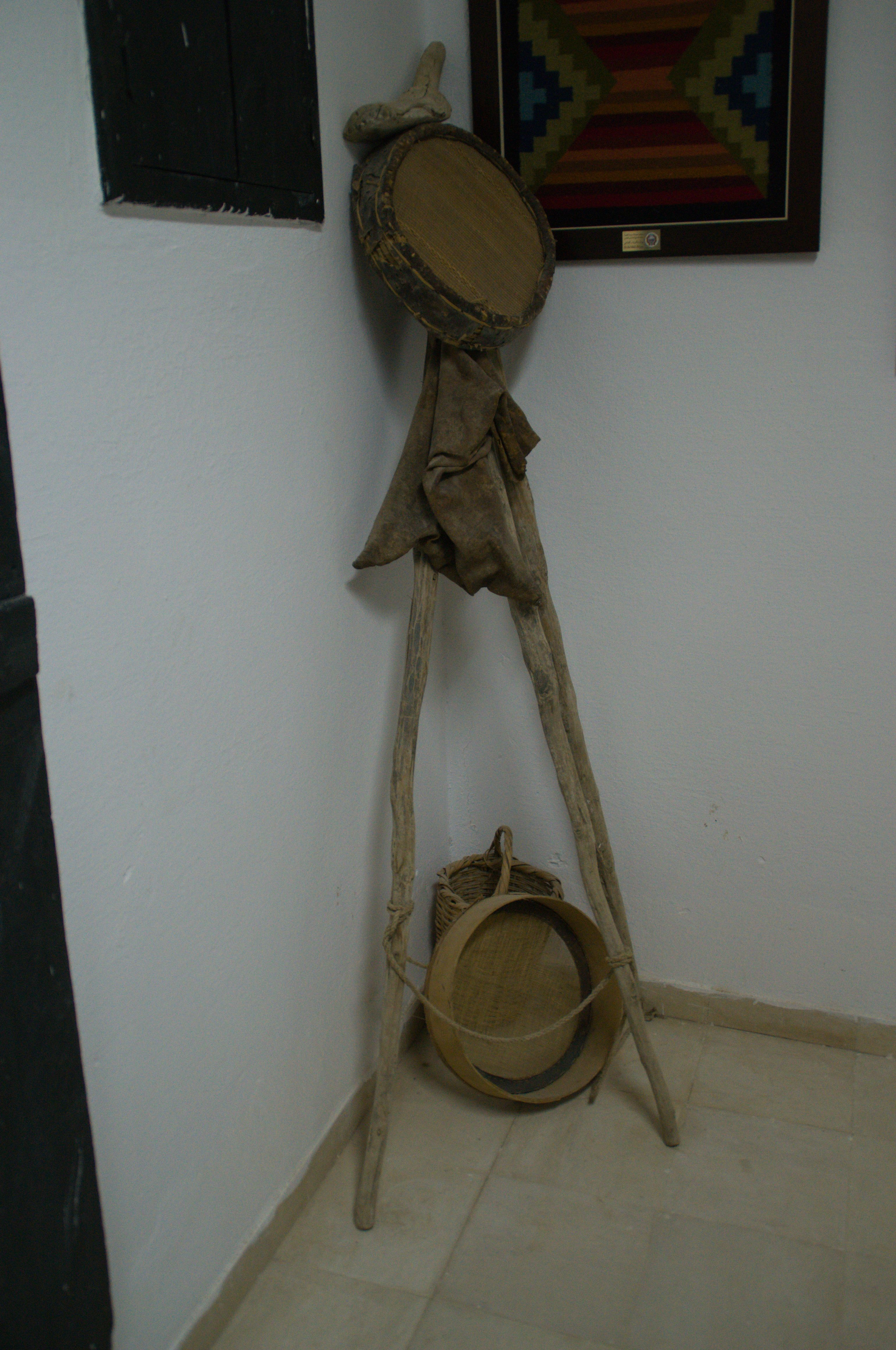